# Wang Jinkang
Wang Jinkang (chinesisch 王晋康, Pinyin Wáng Jìnkāng; * 24. November 1948 in Nanyang, Provinz Henan, Volksrepublik China) ist ein chinesischer Science-Fiction-Schriftsteller. Neben Liu Cixin und Han Song zählt er zu den „drei Großen“ oder „drei Großmeistern“ der chinesischen Science-Fiction (in Analogie zu Arthur C. Clarke, Isaac Asimov und Robert A. Heinlein im Westen), gelegentlich wird auch He Xi mit hinzugezählt. Seine Werke wurden bereits mit unzähligen Preisen ausgezeichnet, unter anderem ist Wang Jinkang vierzehnfacher Träger des Galaxy Award.

## Leben
Wang Jinkang schloss im Jahr 1982 sein Studium an der Jiaotong-Universität Xi’an ab und ist leitender Ingenieur, Mitglied der Chinese Writers Association, Mitglied der China Popular Science Writers Association, Mitglied des Science Literature and Art Committee sowie Mitglied der Henan Provincial Writers Association.

## Bibliographie (Auswahl)
- 亚当回归, Pinyin (yàdāng huíguī) [„Adam kehrt zurück“], ausgezeichnet mit dem Galaxy Award 1993[6]; auf Englisch erschienen in der Anthologie Invisible Planets, ISBN 978-0765384195.
- 天火, Pinyin tiānhuǒ [„Himmelsfeuer“], ausgezeichnet mit dem Galaxy Award 1994.[6]
- 生命之歌, Pinyin shēngmìng zhī gē [„Lied des Lebens“], ausgezeichnet mit dem Galaxy Award 1995.[6]
- 西奈噩梦, Pinyin xīnài èmèng [„Sinai-Albtraum“], ausgezeichnet mit dem Galaxy Award 1996.[6]
- 七重外壳, Pinyin qīchóng wàiké [„Sieben Muscheln“], ausgezeichnet mit dem Galaxy Award 1997.[6]
- 豹, Pinyin bào [„Leopard“], ausgezeichnet mit dem Galaxy Award 1997.[6]
- 替天行道, Pinyin tì tiān xíngdào [„Um Gottes Willen“], ausgezeichnet mit dem Galaxy Award 2001.[6]
- 水星播种, Pinyin shuǐxīng bōzhòng [„Merkuraussaat“], ausgezeichnet mit dem Galaxy Award 2002.[6]
- 终极爆炸, Pinyin zhōngjí bàozhà [„Ultimative Explosion“], ausgezeichnet mit dem Galaxy Award 2006.[6]
- 活着, Pinyin huózhe [„Lebendig“], ausgezeichnet mit dem Galaxy Award 2008.[6]
- 有关时空旅行的马龙定律, Pinyin yǒuguān shíkōng lǚxíng de mǎlóng dìnglǜ [„Marlons Gesetz von Raumzeitreisen“], ausgezeichnet mit dem Galaxy Award 2009.[6]
- 与吾同在, Pinyin yǔ wú tóng zài [„Wir zusammen“], ausgezeichnet mit dem Galaxy Award 2011.[6]
- 掏出母宇宙, Pinyin tāochū mǔ yǔzhòu [„Flucht aus dem Mutteruniversum“], ausgezeichnet mit dem Galaxy Award 2013.[6]
- 天图, Pinyin tiāntú [„Himmelskarte“], ausgezeichnet mit dem Galaxy Award 2016.[6]
- Bekenntnis (Kurzgeschichte), Originaltitel 我证 (Pinyin wǒ zhèng „Ich bestätige“), veröffentlicht im Magazin „Junger leuchtender Chunxi“ (少年闪耀春熙号, Pinyin shàonián shǎnyào chūn xī hào) im März 2003; auf Deutsch erschienen in der Anthologie Quantenträume, ISBN 978-3-453-31904-2.
- Die Kolonie, Originaltitel 蚁生 (Pinyin yǐshēng „Ameisenleben“), im Februar 2023 auf Deutsch erschienen, ISBN 978-3-641-27282-1.